# Liste der Kantone im Département Val-d’Oise
Dies ist eine Liste der 21 Kantone im Département Val-d’Oise in Frankreich, geordnet nach den Arrondissements.

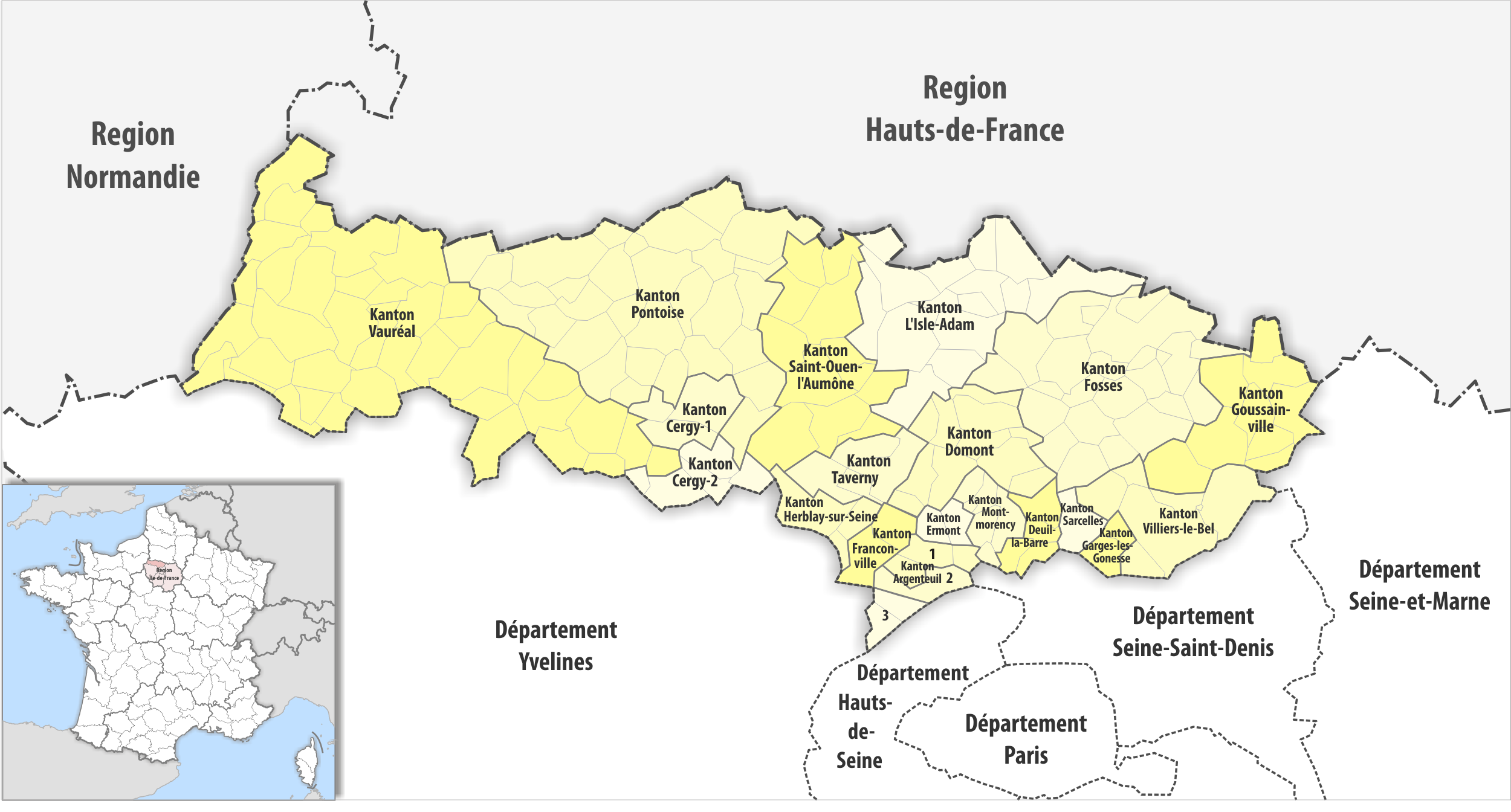
Gemeinden und Kantone im Département Val-d’Oise

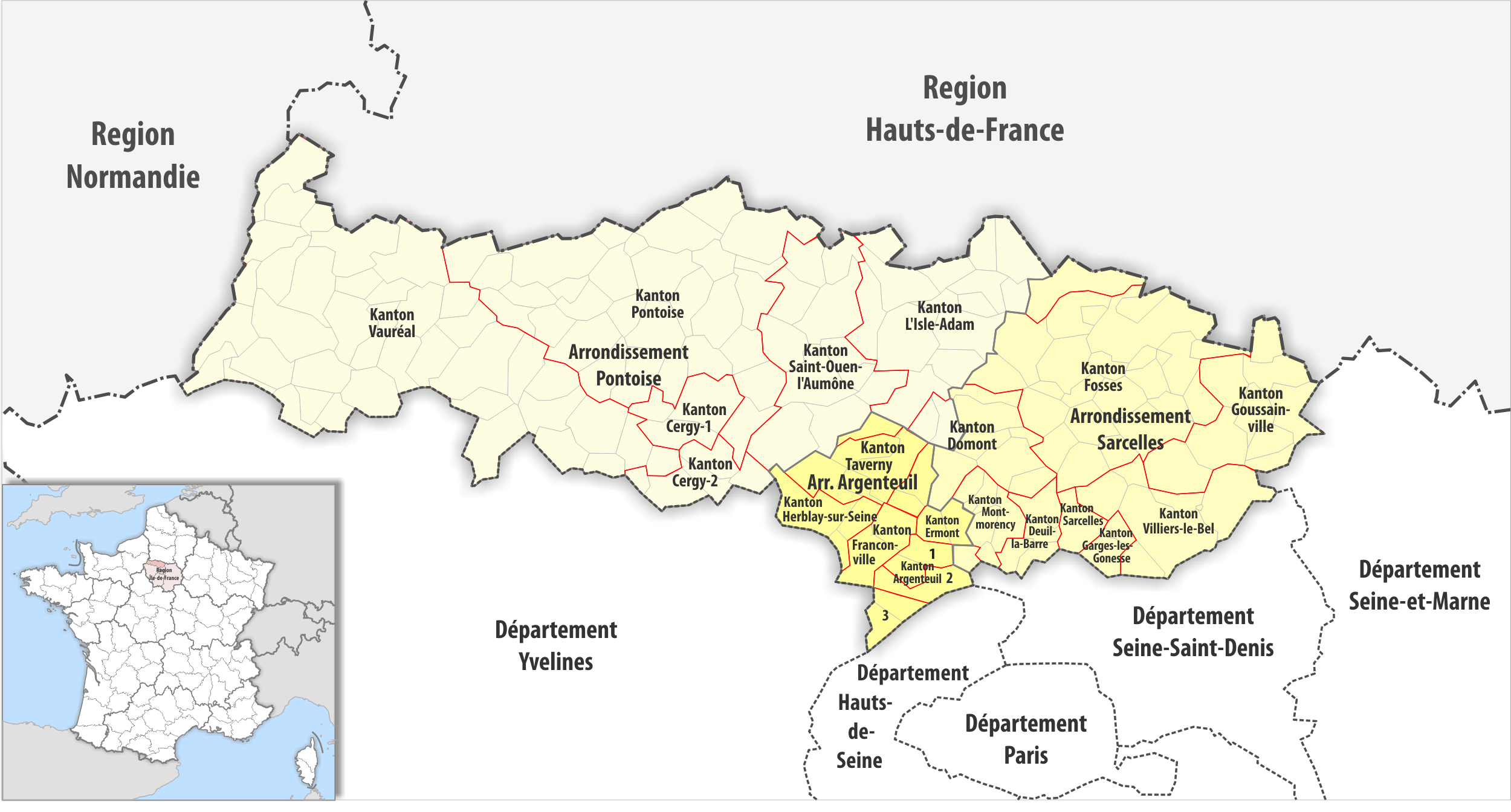
Gemeinden, Arrondissemente und Kantone im Département Val-d’Oise

| Kanton                 | Gemeinden | Einwohner 1. Januar 2022 | Fläche km² | Dichte Einw./km² | Code INSEE | Arrondissement(e)               |
| ---------------------- | --------- | ------------------------ | ---------- | ---------------- | ---------- | ------------------------------- |
| Argenteuil-1           | 2 1⁄3     | 59.277                   | 10,16      | 5.834            | 9501       | Argenteuil, Sarcelles           |
| Argenteuil-2           | 1⁄3       | 60.686                   | 12,30      | 4.934            | 9502       | Argenteuil                      |
| Argenteuil-3           | 1 ⁄3      | 69.555                   | 6,12       | 11.365           | 9503       | Argenteuil                      |
| Cergy-1                | 2 1⁄2     | 68.091                   | 25,33      | 2.688            | 9504       | Pontoise                        |
| Cergy-2                | 4 1⁄2     | 58.657                   | 23,11      | 2.538            | 9505       | Pontoise                        |
| Deuil-la-Barre         | 4         | 61.122                   | 15,62      | 3.913            | 9506       | Sarcelles                       |
| Domont                 | 11        | 63.369                   | 54,78      | 1.157            | 9507       | Argenteuil, Pontoise, Sarcelles |
| Ermont                 | 2         | 55.123                   | 8,58       | 6.425            | 9508       | Argenteuil                      |
| Fosses                 | 24        | 60.387                   | 147,67     | 409              | 9509       | Sarcelles                       |
| Franconville           | 2         | 65.110                   | 14,67      | 4.438            | 9510       | Argenteuil                      |
| Garges-lès-Gonesse     | 2         | 57.286                   | 8,31       | 6.894            | 9511       | Sarcelles                       |
| Goussainville          | 9         | 60.788                   | 66,30      | 917              | 9512       | Sarcelles                       |
| Herblay-sur-Seine      | 3         | 58.795                   | 18,83      | 3.122            | 9513       | Argenteuil                      |
| L’Isle-Adam            | 15        | 67.684                   | 113,39     | 597              | 9514       | Pontoise, Sarcelles             |
| Montmorency            | 6         | 59.950                   | 17,38      | 3.449            | 9515       | Sarcelles                       |
| Pontoise               | 31        | 54.999                   | 221,00     | 249              | 9516       | Pontoise                        |
| Saint-Ouen-l’Aumône    | 12        | 58.224                   | 94,75      | 615              | 9517       | Argenteuil, Pontoise            |
| Sarcelles              | 1         | 58.576                   | 8,45       | 6.932            | 9518       | Sarcelles                       |
| Taverny                | 4         | 55.322                   | 29,10      | 1.901            | 9519       | Argenteuil                      |
| Vauréal                | 39        | 52.803                   | 297,03     | 178              | 9520       | Pontoise                        |
| Villiers-le-Bel        | 7         | 65.041                   | 53,03      | 1.226            | 9521       | Sarcelles                       |
| Département Val-d’Oise | 183       | 1.270.845                | 1.245,91   | 1.020            | 95         | –                               |

## Ehemalige Kantone
Vor der landesweiten Neuordnung der Kantone im März 2015 teilte sich das Département in 39 Kantone:
| Arrondissement | Kantone |
| -------------- | --- |
| Argenteuil     | Argenteuil-Est, Argenteuil-Nord, Argenteuil-Ouest, Bezons, Cormeilles-en-Parisis, Herblay, Sannois |
| Pontoise       | Beauchamp, Beaumont-sur-Oise, Cergy-Nord, Cergy-Sud, Eaubonne, Ermont, Franconville, L’Hautil, L’Isle-Adam, Magny-en-Vexin, Marines, Pontoise, Saint-Leu-la-Forêt, Saint-Ouen-l’Aumône, Taverny, La Vallée-du-Sausseron, Vigny                |
| Sarcelles      | Domont, Écouen, Enghien-les-Bains, Garges-lès-Gonesse-Est, Garges-lès-Gonesse-Ouest, Gonesse, Goussainville, Luzarches, Montmorency, Saint-Gratien, Sarcelles-Nord-Est, Sarcelles-Sud-Ouest, Soisy-sous-Montmorency, Viarmes, Villiers-le-Bel |